# 驅魔人外傳
《驅魔人外傳》（英語：Dominion: Prequel to the Exorcist）是一部2005年的美國超自然恐怖片，由保羅·許瑞德導演，小威廉·威謝爾和卡雷布·卡爾編劇。該片是1973年電影《驅魔人》的首部前傳作品，雖然此片比《驅魔人前傳》晚發佈將近半年多，但其實先於《驅魔人前傳》攝製完成。

## 外部連結
- 官方网站
- Official Morgan Creek website
- 互联网电影数据库（IMDb）上《驅魔人外傳》的资料（英文）
- AllMovie上《驅魔人外傳》的资料（英文）
- Box Office Mojo上《驅魔人外傳》的資料（英文）
- 爛番茄上《驅魔人外傳》的資料（英文）
- Dominion: Prequel to the Exorcist （页面存档备份，存于） at ComingSoon.net
- Dominion: Prequel to the Exorcist （页面存档备份，存于） at Box Office Prophets
- 開眼電影網上《大法師前傳之保羅許瑞德導演版 （页面存档备份，存于）》的資料 （繁體中文）
- 香港得利影視官網上《驅魔人外傳》的DVD資料 （繁體中文）